# Recettore H1
Il recettore H1 è un recettore dell'istamina appartenente alla sottofamiglia A18 della famiglia dei recettori accoppiati a proteine G (GPRs), famiglia A (GPRA): recettori rhodopsin-like.
Questo recettore, che viene attivato dall'istamina, è espresso ubiquitariamente nel tessuto muscolare liscio, nel tessuto endoteliale vascolare, nel cuore e nel sistema nervoso centrale. Il recettore H1 è legato a una proteina G intracellulare (Gq) che attiva la fosfolipasi C  e la via di segnalazione del fosfatidilinositolo (PIP2).
Gli antistaminici, che agiscono su questo recettore, sono utilizzati come farmaci anti-allergie.
La struttura cristallina del recettore è nota.

## Ruolo nelle infiammazioni
La produzione di prostaglandina-E2 sintasi induce il rilascio di istamina dai neuroni che, grazie alla sua azione sui recettori H1, provoca vasodilatazione sistemica, oltre all'aumento della permeabilità cellulare.

## Ruolo nella neurofisiologia
I recettori H1 sono attivati dall'istamina endogena, che viene rilasciata dai neuroni che hanno i loro corpi cellulari nel nucleo tubero-mammillare dell'ipotalamo: i neuroni istaminergici del nucleo tubero-mammillare sono attivi durante il ciclo di veglia, scaricando ad una frequenza di circa 2 Hz; durante il sonno ad onde lente, questa frequenza di scarica scende a circa 0,5 Hz. Infine, durante il sonno REM, i neuroni istaminergici fermano totalmente la loro scarica.
È stato riconosciuto che i neuroni istaminergici hanno, tra tutti i tipi neuronali conosciuti, il pattern di scarica più dipendente dalla veglia.
Nella corteccia, l'attivazione dei recettori H1 porta all'inibizione dei canali del potassio della membrana cellulare. Questo depolarizza i neuroni e aumenta la resistenza della membrana cellulare neuronale, portando la cellula più vicino alla sua soglia di attivazione e aumentando la tensione eccitatoria prodotta da una data corrente eccitatoria. Gli antagonisti del recettore H1, o antistaminici, producono sonnolenza perché si oppongono a questa azione, riducendo l'eccitazione neuronale.